# Женевська Обсерваторія
Женевська обсерваторія (фр. Observatoire de Genève, нім. Observatorium von Genf ) — астрономічна обсерваторія в Сауверні (Швейцарія) в муніципалітеті Версуа, кантон Женева, Швейцарія. Він поділяє свої будівлі з астрономічним факультетом Федеральної політехнічної школи Лозанни. Він брав активну участь у відкритті екзопланет у зоряній фотометрії, моделюванні еволюції зірок, а також брав участь у місіях Європейського космічного агентства Гіппаркос, INTEGRAL, Gaia та Планк.
У 1995 році двома вченими обсерваторії Мішелем Майором і Дідьє Кело була відкрита перша екзопланета зірки головної послідовності 51 Pegasi b, використовуючи метод радіальних швидкостей за допомогою 1,9-метрового телескопа в обсерваторії Верхнього Провансу в Франція. За це відкриття Майор і Келоз отримали Нобелівську премію з фізики 2019 року.

## Історія
У минулому Женевська обсерваторія брала участь в оцінюванні механізмів швейцарських годинників на точність. Оскільки морська навігація прийняла використання механічних годинників для навігаційної допомоги, точність таких годинників стала більш критичною. Виходячи з цієї потреби, був розроблений режим перевірки точності за участю різних астрономічних обсерваторій. У Європі Обсерваторія Невшатель, Женевська обсерваторія Безансонська обсерваторія та Обсерваторія Кью були прикладами видатних обсерваторій, які перевіряли механізми годинників на точність. Процес тестування тривав багато днів, зазвичай 45 днів. Кожен рух тестували в 5 положеннях і 2 температурах, в 10 серіях по 4 або 5 днів кожна. Допуски на похибки були набагато кращими, ніж будь-який інший стандарт, включаючи сучасний стандарт COSC. Механізми, які пройшли суворі випробування, отримували сертифікат від обсерваторії під назвою «Bulletin de Marche» за підписом директора обсерваторії. Журнал Bulletin de Marche опублікував критерії тестування та фактичні характеристики руху. Механізм із Bulletin de Marche з обсерваторії став відомий як обсерваторський хронометр, і обсерваторія присвоїла йому контрольний номер хронометра.
 